# Stand Watie
Generál Stand Watie (12. prosince 1806 – 9. září 1871), vlastním jménem Degataga „Ten, který stojí pevně“, byl americký indiánský plantážník, politik a válečník, vůdce národa Čerokíů a nejdéle v poli vzdorující generál Konfederace v americké občanské válce (kapituloval 23. června 1865). V letech 1862–1866 byl vrchním náčelníkem Čerokíjů.